# Direção-Geral dos Edifícios e Monumentos Nacionais

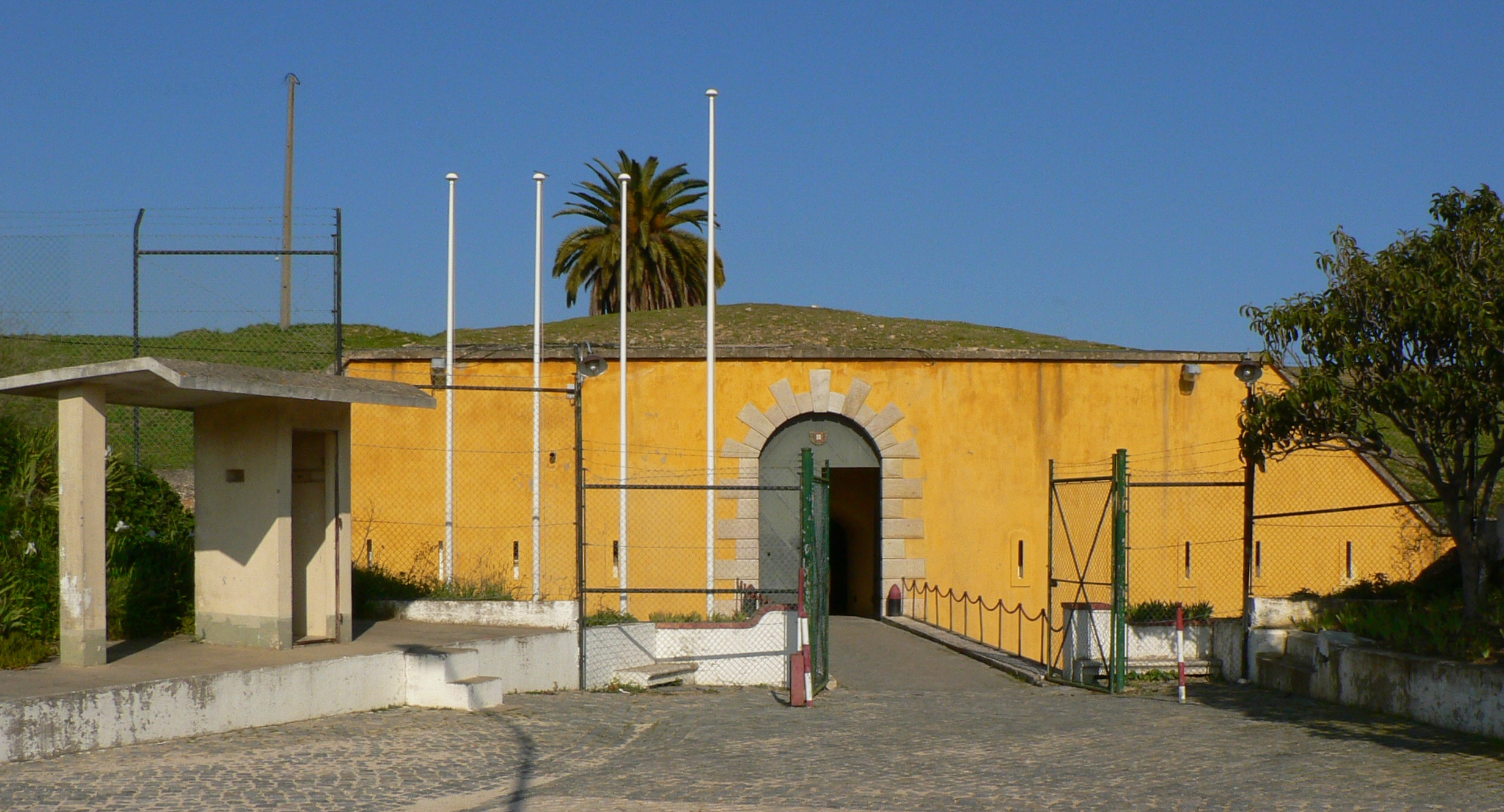
Forte de Sacavém, o arquivo da DGEMN (atualmente SIPA)

A Direcção-Geral dos Edifícios e Monumentos Nacionais (DGEMN) era o Serviço Central do Ministério do Equipamento, do Planeamento e da Administração do Território do governo de Portugal, com as atribuições de salvaguarda e valorização de património arquitectónico e de instalação de serviços públicos.
O Sistema de Informações da DGEMN permitia pesquisar em sua base de dados monumentos não apenas de Portugal continental mas dos demais países de expressão portuguesa, e outros.
A Maio de 2006, o Ministério da Cultura investiga a viabilidade da fusão do DGEMN com o Instituto Português do Património Arquitectónico, cuja origem estará em possíveis descoordenações e cortes orçamentais.

## Extinção
Pelo D.L. nº 223/2007 de 30 de Maio, a maior parte das funções desta direcção-geral foram integradas no Instituto da Habitação e Reabilitação Urbana, IHRU, no que diz respeito à intervenção sobre o património habitacional não classificado e ao desenvolvimento e gestão do Sistema de Informação para o Património (SIPA); já as atribuições relativas ao património classificado(Artº21-1), ficaram na competência do IGESPAR, entretanto refundido com o Instituto dos Museus e da Conservação numa nova Direção-Geral do Património Cultural (DGPC).